# Campodorus holmgreni
Campodorus holmgreni är en stekelart som först beskrevs av Otto Schmiedeknecht 1924.  Campodorus holmgreni ingår i släktet Campodorus och familjen brokparasitsteklar. Arten är reproducerande i Sverige. Inga underarter finns listade.